# Dywizje forteczne III Rzeszy
Dywizje forteczne III Rzeszy (niem. Festungs-Divisionen)  – formacje Wehrmachtu z II wojny światowej. Geneza ich powstawania była różna – część powstawała doraźnie, np. po odcięciu jakiegoś miasta od linii frontu, po rozwiązaniu innej dywizji, itp. Ich skład nie był jednolity, często dywizje te składały się z rozbitych pododdziałów i jednostek znajdujących się na miejscu pod improwizowanym dowództwem.
Lista niemieckich dywizji fortecznych:
- 41 Dywizja Forteczna (41. Festungs-Division)
- 133 Dywizja Forteczna (133. Festungs-Division)
- Dywizja Forteczna Gdańsk (Festungs-Division Danzig)
- Dywizja Forteczna Frankfurt nad Odrą (Festungs-Division Frankfurt/Oder)
- Dywizja Forteczna Gdynia (Festungs-Division Gotenhafen)
- Dywizja Forteczna Kreta (Festungs-Division Kreta)
- Dywizja Forteczna Szczecin (Festungs-Division Stettin)
- Dywizja Forteczna Warszawa (Festungs-Division Warschau)
- Dywizja Forteczna Świnoujście (Festungs-Division Swinemünde)